# Arjan Plaisier
Arie Jan (Arjan) Plaisier (Ridderkerk, 14 oktober 1956) is een Nederlands theoloog, predikant en voormalig zendeling. Van 2008 tot juni 2016 was hij scriba (secretaris) van de Protestantse Kerk in Nederland (PKN). Sinds 2021 is hij bestuursvoorzitter van de Silas Groep en de daartoe behorende stichtingen, die kerkelijke gemeenten binnen de PKN helpen bij het beheer over onroerend goed en financiën. De Silas Groep is niet direct verbonden aan de PKN.

## Biografie
Plaisier groeide op in een gezin behorend tot de Gereformeerde Bond (een orthodox-gereformeerde richting binnen de toenmalige Nederlandse Hervormde Kerk - de NHK met de bijbehorende Gereformeerde Bond ging in 2004 in de nieuw gevormde PKN op). Hij studeerde theologie aan de Rijksuniversiteit Utrecht; tijdens zijn universitaire studie was hij lid van het theologisch dispuut Voetius.
Na zijn afstuderen was hij van 1986 tot 1993 namens de Gereformeerde Zendingsbond (GZB) van de Nederlandse Hervormde Kerk in de op het Indonesische eiland Celebes gelegen stad Ujung Pandang (tegenwoordig Makassar geheten) aan de aldaar gevestigde Theologische Hogeschool voor Oost-Indonesië als leraar werkzaam. Hij gaf er les in de vakken filosofie en dogmatiek.
Hierna werd hij in 1993 predikant in Leersum, een standplaats die hij in 2003 verruilde voor het eveneens in de provincie Utrecht liggende Amersfoort, waar hij predikant van de wijkgemeente De Brug werd. In deze stad kwam mede door zijn toedoen in 2004 het Stadsgebed Amersfoort tot stand (de start vond in zijn kerk plaats), een plaatselijke en interkerkelijke gebeds- en evangelisatiebeweging. Tussentijds - in 1996 - promoveerde hij op een proefschrift over de mensvisie van de wijsgeren Blaise Pascal en Friedrich Nietzsche (De mens in het geding: een kritische vergelijking tussen Pascal en Nietzsche).

### Scriba Protestantse Kerk
Begin 2008 werd op hem een beroep gedaan om de nieuwe scriba van de PKN te worden, als opvolger van (naamgenoot maar geen familie) Bas Plaisier. Op 10 april van dat jaar werd hij voor een periode van vier jaar benoemd. Zijn benoeming ging niet zonder slag of stoot daar er een aantal PKN-leden waren (zoals van de predikantenbeweging Op Goed Gerucht) die liever een andere predikant - Henri Veldhuis - als scriba hadden gezien en die bang waren dat Plaisier vanwege zijn orthodoxe opvattingen niet goed de gehele PKN zou kunnen vertegenwoordigen. Bij zijn benoeming als scriba liet hij zich echter positief uit over het brede karakter van de PKN en gaf hij ook aan een goede samenwerking met de Rooms-Katholieke Kerk na te streven, daarbij opmerkend dat hij hoopte dat het rond het jaar 2018 tot een gezamenlijke mis annex avondmaalsviering zou kunnen komen.
Op 7 juni 2008 ging zijn benoeming als scriba in. Zijn bevestiging vond op zondag 15 juni in de Jacobikerk in Utrecht plaats. Op 10 juni 2016 legde hij zijn taken neer. Hij is twee volle termijnen van vier jaar scriba geweest. René de Reuver werd zijn opvolger.

### Missionair predikant
Kort na zijn aftreden als scriba werd Plaisier benoemd tot predikant in de missionaire gemeente 'De Fontein' in Apeldoorn, voor een periode van drie jaar. De Fontein maakt deel uit van de Protestantse Gemeente in die plaats.  Op zondag 9 oktober 2016 werd hij officieel verbonden aan 'De Fontein'.

## Theologische opvattingen
Wat betreft verdere theologische opvattingen heeft Plaisier de Gereformeerde Bond (waar hij overigens nooit officieel lid van is geweest) achter zich gelaten en zich meer in het midden van de PKN geplaatst, zij het met een orthodox-gereformeerde en evangelische insteek. De lokale kerkelijke gemeente ziet hij als 'het hart van de kerk' omdat daar de kerkleden bijeenkomen om hun geloof te beleven, en hij wil daarom dat de landelijke PKN zich daarop richt.
Op 24 april 2012 werd tijdens een symposium in Amersfoort de Nederlandse vertaling van A Palestininan Cry for Reconciliation, onder de titel Een Palestijnse christen over vrede en recht aangeboden aan Naim Ateek en aan vertegenwoordigers van de Nederlandse kerken. Het boek kreeg een voorwoord van Plaisier en Desmond Tutu.
Op 1 oktober 2015 verscheen Kerk 2025: waar een Woord is, is een weg waarin Plaisier stelde dat kerkleden moeten accepteren dat er 'witte plekken' op de kaart van Nederland gaan ontstaan waar geen kerk meer is vanwege daling van het ledental. In plaats daarvan zullen kerkleden bijvoorbeeld gastlid kunnen worden van een andere christelijke kerk. Deze en andere voorstellen werden op de generale synode van 12 november 2015 behandeld.

## Theologische nevenactiviteiten
Plaisier vervult op zijn vakgebied ook diverse nevenactiviteiten. Zo is hij bestuurslid van de Stichting Utrechtse Studiedagen. Deze stichting houdt theologische studiebijeenkomsten en geeft naar aanleiding hiervan theologische boeken uit, waar Plaisier een aandeel in heeft. Verder is hij als medewerker betrokken bij het theologische blad Wapenveld. Wapenveld is een uitgave van de reünistenvereniging van de CSFR.

## Persoonlijk
Arjan Plaisier is getrouwd en heeft vijf kinderen.

## Werken
- De mens in het geding: een kritische vergelijking tussen Pascal en Nietzsche, 1996, 272 p., Boekencentrum - Zoetermeer (proefschrift)
- Bijna goddelijk gemaakt: gedachten over de menselijke gerichtheid op God, 2005, 288 p., Boekencentrum - Zoetermeer, ISBN 90-239-1809-6 (medewerker en mederedacteur)
- Om een persoonlijk God: aanzet tot bezinning in de gemeenten, 2006, 56 p., Boekencentrum - Zoetermeer, ISBN 978-90-239-2205-6
- Wie het zwaard opneemt : klassiek theologisch licht over een vreeswekkend thema: aanzet tot bezinning in de gemeenten, 2007, 56 p., Boekencentrum - Zoetermeer, ISBN 978-90-239-2205-6

- Gemeinsame Normdatei: 1058842889
- International Standard Name Identifier: 0000 0000 3369 0301
- Library of Congress Control Number: n96061951
- Nationale Bibliotheek van Israël: 987007467586505171
- Nederlandse Thesaurus van Auteursnamen: 153063017
- Virtual International Authority File: 50954836
- WorldCat: E39PBJyX4PXWwbCCfG87BRkqwC